# Le Bleu des villes
Pour plus de détails, voir Fiche technique et Distribution.
Le Bleu des villes est un film français réalisé par Stéphane Brizé, sorti en 1999.
Mickael Calle y interprète Laisse-moi t'aimer de Mike Brant pour une scène se déroulant dans un pub karaoké.

## Synopsis
Solange est une contractuelle en province, elle vit en couple avec Patrick. Mylène, une présentatrice météo amie d'enfance de Solange, est de passage dans leur ville pour dédicacer son livre. Elles se retrouvent. Solange se demande si elle n'est pas passée à côté de sa vie.

## Fiche technique
- Titre français : Le Bleu des villes
- Réalisation : Stéphane Brizé
- Scénario : Stéphane Brizé et Florence Vignon
- Photographie : Jean-Claude Larrieu
- Musique : Steve Naive
- Montage : Anne Klotz
- Costumes : Véronique Doerr
- Décors : Valérie Saradjian
- Société(s) de production :  TS Productions
- Société(s) de distribution : ARP Sélection
- Pays de production :  France
- Format : Eastmancolor - 35 mm - son DTS
- Genre : comédie dramatique
- Durée : 101 minutes (1 h 41)
- Date de sortie : 
  - France : 8 décembre 1999

## Distribution
- Florence Vignon : Solange Rouault
- Mathilde Seigner : Mylène
- Antoine Chappey : Patrick Rouault
- Philippe Duquesne : Jean-Paul
- Clotilde Mollet : Corinne
- Jenny Alpha : Jocelyne
- Liliane Rovère : la mère de Solange
- Jacques Boudet : le chef de secteur
- Dominique Besnehard : le producteur de disques
- Pierre-Yves Chapalain : le responsable des espaces verts
- Thomas Chabrol : le dragueur à la fête de Mylène
- Jean-Claude Larrieu : le prêtre
- Jean-Claude Roy : l'amant de la mère de Solange

## Production

### Musique
| 1.  | Mamy Blue          | Hubert Giraud (fr) et Phil Trim (en) | Hubert Giraud   |                              | Florence Vignon            |  |
| 2.  | Les Volets Clos    | Remo Forlani                         | Paul Misraki    |                              | Florence Vignon            |  |
| 3.  | Laisse-moi t'aimer | Jean Renard                          | Jean Renard     |                              | Mickaël Calle              |  |
| 4.  | Laisse moi vivre   |                                      |                 | Georges Décimus              | Sylvie Draï                |  |
| 5.  | Hot dog            | Stéphane Brand                       | Stéphane Brand  |                              |                            |  |
| 6.  | Dog man            | Stéphane Brand                       | Stéphane Brand  |                              |                            |  |
| 7.  | Les filles en bleu | Stéphane Brizé                       | Claude Gervaise |                              | Le Groupe Vocal de Mettray |  |
| 8.  | Panchito           |                                      |                 | D. White                     |                            |  |
| 9.  | Tampicana Waltz    |                                      |                 | D. White                     |                            |  |
| 10. | Belles             |                                      |                 | D. Schwitz and J. -P. Vodinh |                            |  |
| 11. | Romantic ballad    |                                      |                 | D. Guiot                     |                            |  |
| 12. | Steppin' out       |                                      | Teddy Lasry     |                              |                            |  |
| 13. | You can dance      |                                      |                 | A. Portal                    |                            |  |
| 14. | Cherie for ever    |                                      |                 | D. Orieux                    |                            |  |
| 15. | A touch of silk    |                                      |                 | G. Bastow                    |                            |  |
| 16. | Pourquoi tu ris?   |                                      |                 | M. Cherpeau                  | Miguel Galvan              |  |

## Distinctions

### Récompenses
- Festival du cinéma américain de Deauville 1999 : Prix Michel-d'Ornano pour Stéphane Brizé et Florence Vignon
- Festival de Namur 1999 : Prix du jury pour Stéphane Brizé
- Festival de Cannes, Quinzaine des réalisateurs, 1999 : Soleil d'Or de la CCAS (Caisse centrale des activités sociales des électriciens et gaziers)